# Hiéroglyphe égyptien S12
Pour les articles homonymes, voir Or (homonymie).
L'or, en hiéroglyphe égyptien, est classifié dans la section S « Couronnes, vêtements, sceptres, etc. » de la liste de Gardiner ; il y est noté S12. 

## Représentation
Il représente un collier de perle et d'or. Il est translittéré nb, nbw ou nbw.t.

## Utilisation
| S12 | / | S12 · N33B · Z2 |

| S12 | / | S12 · N33B · Z2 |

| S12 |

| S12 |

C'est un déterminatif des noms de métaux précieux,.   
Les scènes de l'Ancien Empire montrent des nains travaillant le métal et « enfilant les perles d'or ».

## Exemples de mots
| pr · Z1 | S12 · N33A |

| pr · Z1 | S12 · N33A |

| S12 · t · O49 |

| S12 · t · O49 |

| i | h | C7 · S12 |

| i | h | C7 · S12 |

## Variantes
Trois variantes de l'hiéroglyphe d'or sont ligaturées avec un autre hiéroglyphe :
| S14 |

 Or et masse d'armes S14 pour « argent » ḥḏ ;
| S13 |

 Or et jambe S13 pour « dorure » ou « dorure » nbj ;
| S14A |

 Or et sceptre Ouas S14A pour « electrum », dˁm. 
Dans la pierre de Rosette, la ligature d'argent est utilisée trois fois, lignes N19 (Stèle de Nubayrah), R2 et R4 (lignes Rosetta). Hedj, l'argent est souvent associé à des grains comme dans la ligne R2 (Rosetta 2), (pour les taxes des temples) : « .... (montants élevés) beaucoup d'argent (c'est-à-dire de l'argent) et du grain leur ont donné, Sa Majesté au sol (c'est-à-dire qu'il a remis) ».  
À la ligne R4, pour avoir renouvelé les sanctuaires au dieu Apis, il a donné : « ... Or,  argent (la ligature), (et) grains en grandes quantités, et des choses de toutes sortes si nombreuses qu'elles étaient pour le temple d'Apis les vivants, et décorés » (« grand » utilise l'hirondelle (G36) pour wr : « génial », « grand »)

## Usage

### Nom Horus d'or

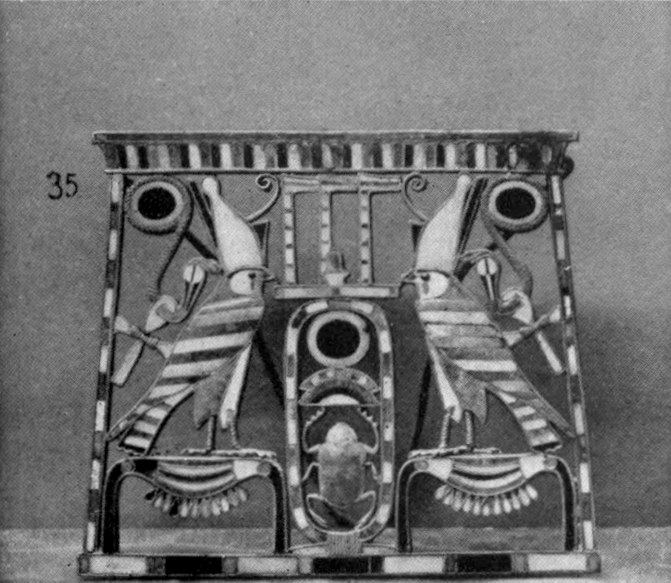
Pectoral de la, comportant deux fois une combinaison du faucon Horus avec le hiéroglyphe de l'or.

L'une des utilisations les plus anciennes de l'hiéroglyphe d'or est pour le nom d'Horus d'or : 
| G8 | \| \| | S42 | F9 · F9 | D45 · N28 |
|    |       |     |         |           |

|  |

| G8 | \| \| | S42 | F9 · F9 | D45 · N28 |
|    |       |     |         |           |

|  |

Un des cinq noms du pharaon, comporte l'image du dieu faucon Horus perché au-dessus, ou à côté, du hiéroglyphe de l'or. La signification de ce titre particulier a été contestée et peu s'expliquer de plusieurs façons. Â l'époque grec se titre est appelé « άντιπάλων ύπέρτερος » autrement dit « Horus : vainqueur de ses ennemis » qui renvoie au triomphe d'Horus sur son oncle Seth dieu principale de la ville d'Ombos d'ont le symbole est l'or. L'or était également fortement associé dans l'esprit égyptien antique à l'éternité, donc cela pourrait avoir été destiné à transmettre le nom éternel d'Horus du pharaon.

### Or

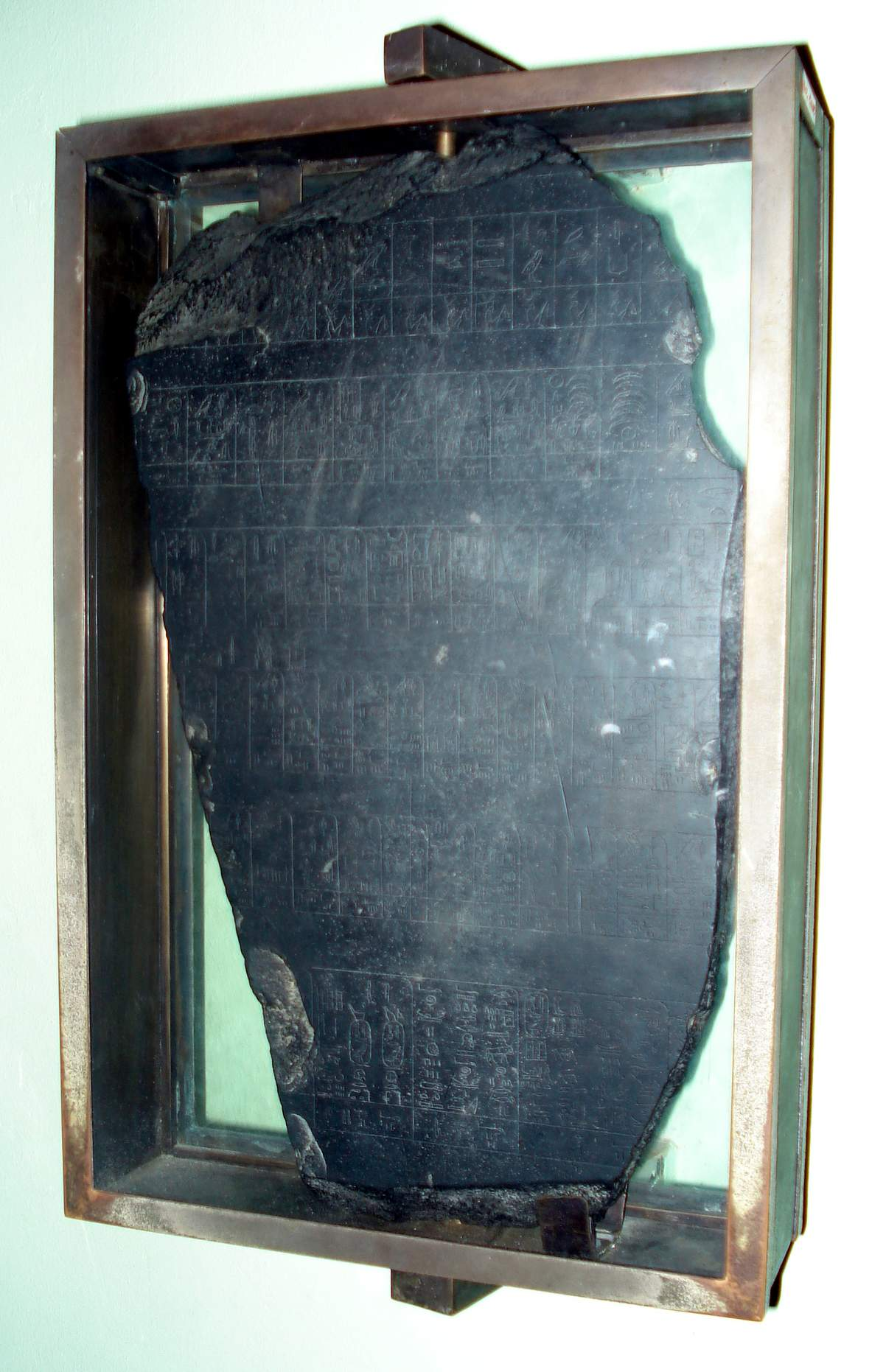
La Pierre de Palerme (face)

Dans l'inscription de la pierre de Palerme (fin du XXIVe siècle ou début du XXIIIe siècle avant notre ère), le hiéroglyphe est utilisé dans les expressions « premier comptage d'or » et « collier d'or ». L'orthographe du mot « or », nbw, utilise le déterminatif du grain de sable D12, qui détermine les minéraux et les trois traits Z2 du pluriel. 
| S12 · D12 · Z2 |

### Monnaie de la fin de la période

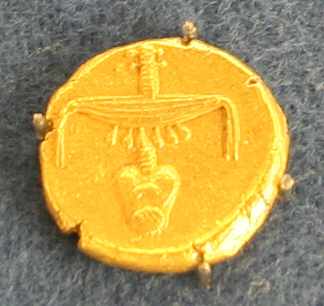
Statère d'or de Nectanébo II
(or parfait ou or fin).

L'une des rares pièces frappées en Égypte antique est le statère d'or, émis au cours de la XXXe dynastie. Le revers du statère en or montre un cheval élevé sur ses pattes postérieures. L'endroit a les deux hiéroglyphes pour nfr et nb : « or parfait », ou un terme de l'ère courante : or fin, (« Or magnifique »). L'envers, l'iconographie du cheval est référencée en raison de la beauté et du caractère unique des espèces de chevaux.

## Galerie photos

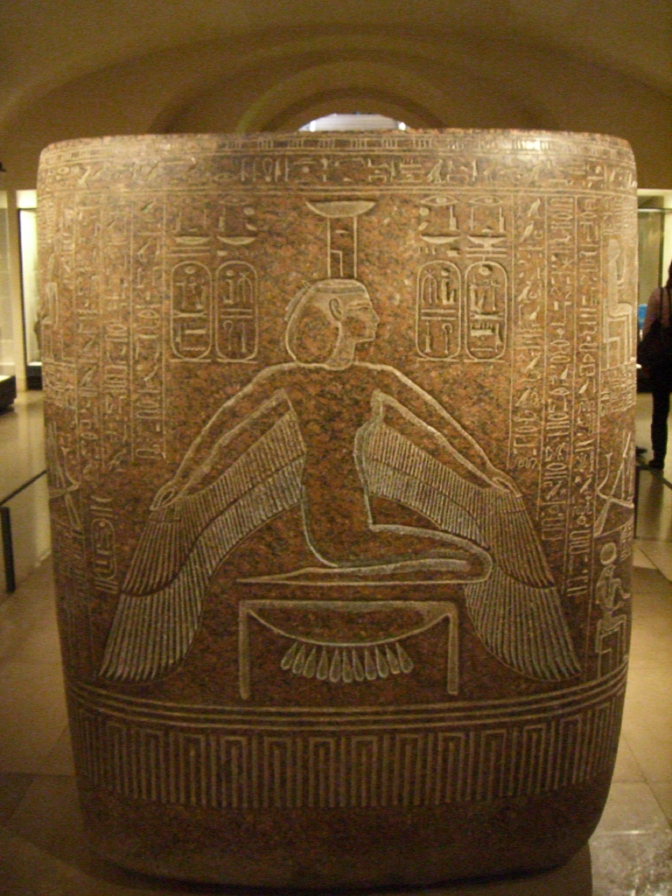
Déesse Nephtys sur le hiéroglyphe d'or, sarcophage de Ramsès III.
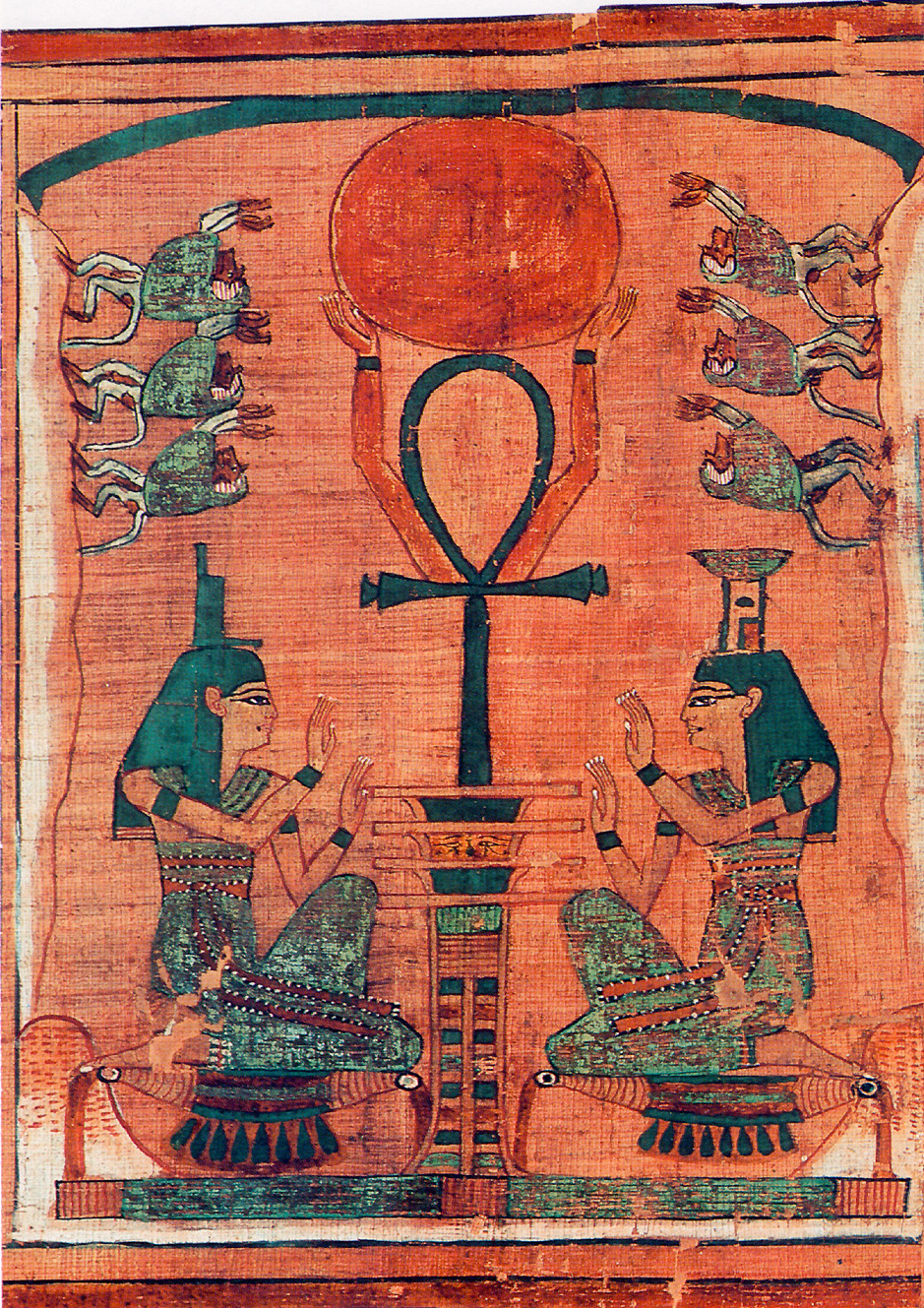
Détail du Livre des morts, déesses sur l'or, avec le pilier Djed, l'ânkh, Rê et des babouins.
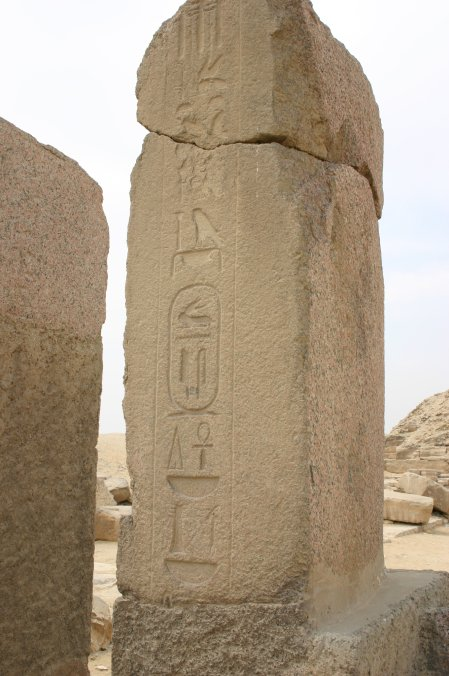
Stèle colonnaire avec cartouche d'Ounas.

## Voir également
- Titulature royale dans l'Égypte antique
- Liste totale des hiéroglyphes selon la classification Gardiner